# Liste der höchsten Gebäude nach Bundesländern in Deutschland
Nachfolgend finden Sie eine Liste der höchsten Hochhäuser nach Bundesländern, basierend auf Standardhöhenmessungen. Dazu gehören Türme und architektonische Details, nicht jedoch Antennenmasten. Nicht enthalten sind Rathäuser wie das Neue Rathaus (Leipzig), das Hamburger Rathaus, das Neue Rathaus (Dresden) oder das Neue Rathaus (Hannover) sowie nicht bewohnbare Gebäude wie Funkmasten und -türme, Aussichtstürme, Kirchtürme, Schornsteine und andere hohe architektonische Strukturen.
Die mit Abstand meisten Hochhäuser mit einer Höhe von mindestens 100 Metern befinden sich in Hessen (44), gefolgt von Nordrhein-Westfalen (18), Berlin (13), Bayern (8) und dreizehn verteilt auf andere Bundesländer.
Hessen ist zugleich das Bundesland, dessen größte Stadt Frankfurt die einzige echte Wolkenkratzerstadt Deutschlands ist. Von den 22 Wolkenkratzern mit einer Höhe von 150 m in Deutschland stehen 20 in Frankfurt. Sechs davon sind 200 Meter hoch.

## Aktuell höchste Gebäude nach Bundesländern
| Bundesland             | Stadt               | Name                      | Bild | Höhe in Meter | Etagen | Baujahr | Nutzung            | Hochhausstädte                                                    |
| ---------------------- | ------------------- | ------------------------- | ---- | ------------- | ------ | ------- | ------------------ | ----------------------------------------------------------------- |
| Hessen                 | Frankfurt am Main   | Commerzbank Tower         |      | 259           | 56     | 1997    | Büro               | *Frankfurt (Main) *Offenbach *Eschborn                            |
| Berlin                 | Berlin              | Estrel Tower              |      | 176           | 45     | 2025    | Hotel              | *Berlin                                                           |
| Nordrhein-Westfalen    | Bonn                | Post Tower                |      | 162,5         | 41     | 2002    | Büro               | *Köln *Düsseldorf *Essen *Bonn *Dortmund                          |
| Bremen                 | Bremerhaven         | Atlantic Hotel Sail City  |      | 147           | 23     | 2008    | Hotel              | *Bremen *Bremerhaven                                              |
| Bayern                 | München             | Hochhaus Uptown München   |      | 146           | 38     | 2004    | Büro               | *München *Nürnberg *Augsburg                                      |
| Thüringen              | Jena                | Jentower                  |      | 144,5         | 32     | 1972    | Büro               | *Jena *Erfurt                                                     |
| Sachsen                | Leipzig             | City-Hochhaus Leipzig     |      | 142,5         | 36     | 1972    | Büro               | *Leipzig *Chemnitz                                                |
| Schleswig-Holstein     | Travemünde (Lübeck) | Maritim Travemünde        |      | 119           | 35     | 1974    | Hotel              | *Lübeck (Travemünde) *Timmendorfer Strand *Kiel *Schleswig *Büsum |
| Hamburg                | Hamburg             | Elbphilharmonie           |      | 110           | 26     | 2017    | Konzertsaal, Hotel | *Hamburg                                                          |
| Baden-Württemberg      | Mannheim            | Collini-Center            |      | 102           | 32     | 1975    | Wohnen             | *Mannheim *Stuttgart *Karlsruhe                                   |
| Rheinland-Pfalz        | Mainz               | Bonifazius-Türme          |      | 95            | 24     | 1977    | Büro               | *Mainz *Ludwigshafen *Koblenz                                     |
| Niedersachsen          | Hannover            | Hochhaus der Stadtwerke   |      | 92            | 23     | 1975    | Büro               | *Hannover *Braunschweig                                           |
| Brandenburg            | Frankfurt (Oder)    | Oderturm                  |      | 89            | 25     | 1976    | Büro               | *Frankfurt (Oder) *Potsdam                                        |
| Mecklenburg-Vorpommern | Rostock             | Windmühlenhaus Rostock    |      | 77            | 24     | 1970er  | Wohnen             | *Rostock *Neubrandenburg *Schwerin *Warnemünde                    |
| Sachsen-Anhalt         | Halle (Saale)       | Am Bruchsee 10            |      | 73            | 24     | 1970er  | Wohnen             | *Halle (Saale) *Magdeburg                                         |
| Saarland               | Saarlouis           | Ford-Hochhaus (Saarlouis) |      | 65            | 23     | 1968    | Wohnen             | *Saarbrücken                                                      |

## Höchste geplante oder im Bau befindliche Gebäude
| Bundesland             | Stadt             | Name                                 | Bild | Höhe in Meter | Etagen | Baujahr   | Nutzung           |
| ---------------------- | ----------------- | ------------------------------------ | ---- | ------------- | ------ | --------- | ----------------- |
| Hessen                 | Frankfurt am Main | Millennium Tower (Frankfurt am Main) |      | 288           | 70     | 2030      | gemischte Nutzung |
| Hamburg                | Hamburg           | Elbtower                             |      | 245           | 64     | unbekannt | gemischte Nutzung |
| Berlin                 | Berlin            | Estrel Tower                         |      | 176           | 45     | 2025      | Hotel             |
| Bayern                 | München           | Paketposthalle Towers                |      | 155           | 39     | unbekannt | gemischte Nutzung |
| Baden-Württemberg      | Fellbach          | Schwabenlandtower                    |      | 107           | 34     | unbekannt | Wohnen            |
| Mecklenburg-Vorpommern | Rostock           | City-Tower                           |      | 80            | 18     | unbekannt | Wohnen            |
| Saarland               | Saarbrücken       | Am Schanzenberg                      |      | 70            | 16     | unbekannt | Büro              |